# Багателия, Зинаида Хошитовна
Зинаида Хошитовна Багателия (1927 год, село Абгархук, ССР Абхазия) — бригадир колхоза имени Ворошилова Гудаутского района Абхазской АССР, Грузинская ССР. Герой Социалистического Труда (1948).

## Биография
Родилась в 1927 году в крестьянской семье в селе Абгархук.
После окончания неполной средней школы трудилась рядовой колхозницей в полеводческой бригаде колхоза имени Ворошилова Гудаутского района с центральной усадьбой в селе Абгархук. В послевоенные возглавляла комсомольско-молодёжную полеводческую бригаду.
В 1947 году бригада под её руководством собрала в среднем с каждого гектара по 75,97 центнера кукурузы на участке площадью 6 гектаров. Указом Президиума Верховного Совета СССР от 21 февраля 1948 года удостоена звания Героя Социалистического Труда за «получение высоких урожаев кукурузы и пшеницы в 1947 году» с вручением ордена Ленина и золотой медали «Серп и Молот» (№ 650).
Этим же Указом званием Героя Социалистического Труда были также награждены председатель колхоза имени Ворошилова Гудаутского района Азиз Михайлович Ханагуа и звеньевая её бригады Любовь Кучовна Шамба.
После выхода на пенсию проживала в родном селе Абгархук.